# La Coss
La Coss, Das Coss en allemand, est la forme germanisée de l'italien cosa, ou du latin causa, « la chose » ou  l'inconnue d'un problème de nature algébrique. C'est également l'abréviation du titre d'un ouvrage de mathématiques de Christoff Rudolff, Behend und Hubsch Rechnung durch die kunstreichen regeln Algebre so gemeincklich die Coss genent werden, (calcul agile et juste par l'ars magna des règles algébriques, autrement appelé la Coss), imprimé en 1525 à Strasbourg. Ce premier ouvrage d'algèbre rhétorique, où intervient une première notation  littérale, donna lieu à une école d'écriture, et plusieurs mathématiciens européens (essentiellement allemands), des XVIe et XVIIe siècles, rédigèrent leurs procédures algébriques dans le langage de « la Coss ». Par extension, la Coss désigne également cette école algébrique.

## Histoire de la Coss
- En 1524, un premier manuscrit d'Adam Ries (non publié) fonde la pratique de la Coss
- En 1525, Rudolph publie son ouvrage fondateur.
- En 1551, Johannes Scheubel, imprime sa propre Algèbre.
- En 1553, Michael Stifel réédite et complète l'ouvrage de Christoff Rudolff.
- Vers 1556, Valentin Mennher publie de premiers livres d'arithmétiques récréatives.
- Le cossiste tardif Johannes Geysius donne dans le livre I de son ouvrage Die Cosse, une interprétation hétérodoxe du mot COSS, qu'il fait dériver de l'hébreu. Il indique dans le même ouvrage que la Coss enseigne à chercher un nombre caché[1] et n'est qu'un synonyme du mot Algèbre.

## Mathématiciens de la Coss

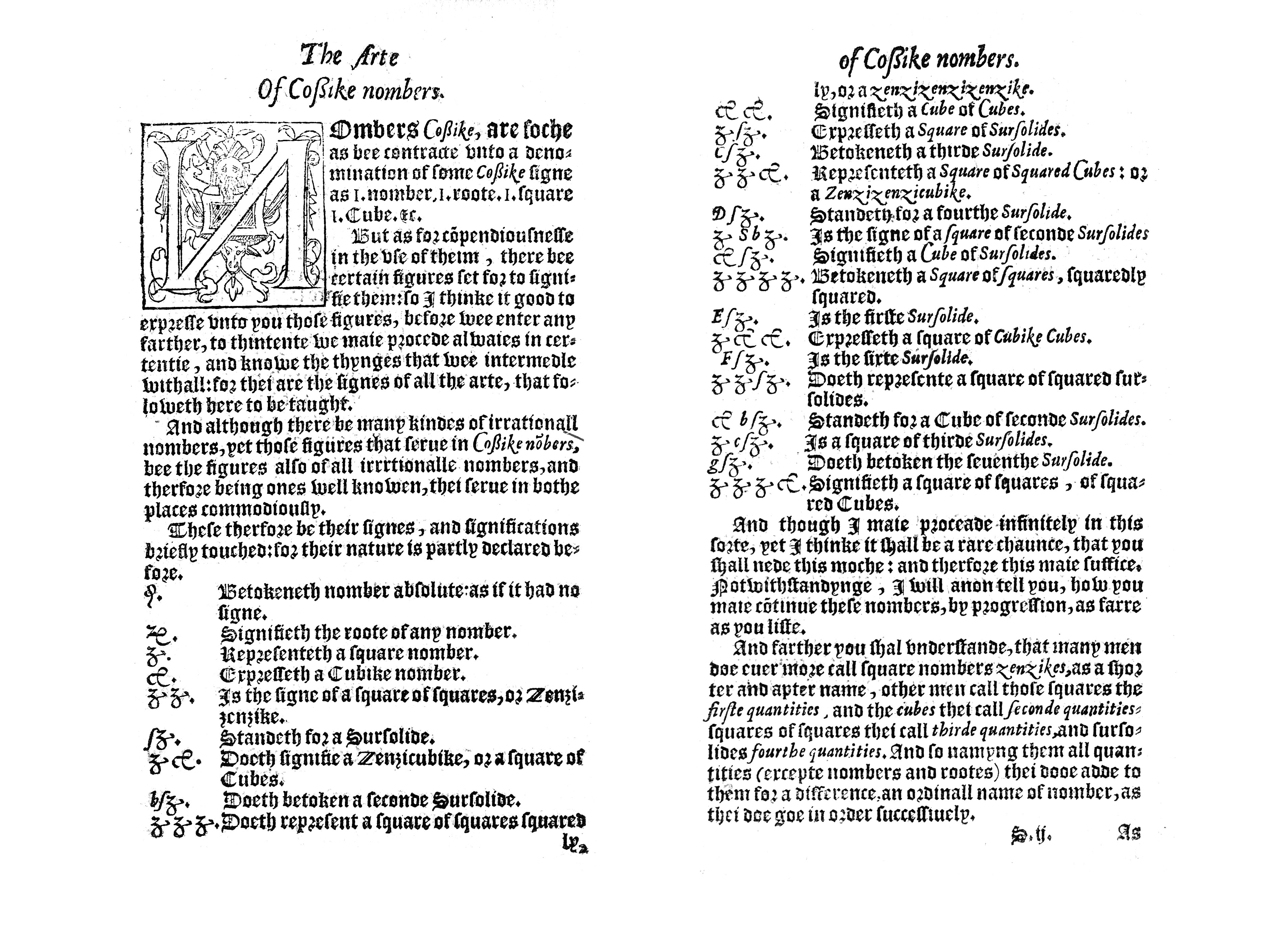
l'art des nombres cossiques dans the Whetstone of Witte de Recorde

De nombreux algébristes ont travaillé dans le langage de la Coss. C'est, avant l'algèbre spécieuse, ou algèbre nouvelle, l'une des façons les plus répandues d'écrire les équations polynomiales. Elle rivalise avec celle des italiens, notamment celle de Luca Pacioli. Toutefois, ce langage ne permet pas de donner de nom spécifique aux inconnues et aux paramètres, et rend malaisé le traitement simultané de plusieurs familles d'équations. Enfin, il condamne les mathématiciens à ne travailler que sur des exemples, et à ne jamais manier qu'une inconnue. 
Guillaume Gosselin puis Francesco Maurolyco, Jacques Peletier du Mans Thomas Harriot et François Viète par la publication de son Isagoge, en 1591, fourniront dans la seconde moitié du XVIe siècle une solution à cette impasse. 
Quelques mathématiciens
- Adam Ries • Christoff Rudolff • Johannes Scheubel • Heinrich Schreiber (Henricus Grammateus)
- Johannes Geysius • Michael Stifel • Robert Recorde • Christopher Clavius

influencés par la Coss
- Simon Stevin • Albert Girard • Adrien Romain

## Articles liés
Zenzizenzizenzic

## Sources
- Florian Cajori : A History of Mathematical Notations - Vol. I .
- Histoire des symboles Irem de Poitiers. (2003) p.27-30.

1. ↑  Jens Høyrup :Baroque Mind-set and New Science